# Massenspektrum

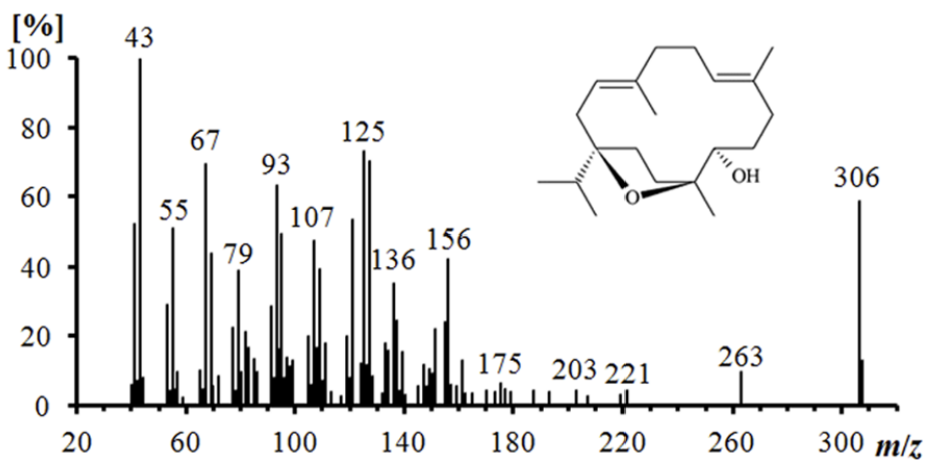
Dekonvoluiertes Massenspektrum von Incensol aus einer Messung mit GC-MS

Ein Massenspektrum ist nach Definition der IUPAC ein Spektrum, welches durch die Trennung bzw. Aufteilung eines Ionenstrahls nach dem Masse-zu-Ladung-Verhältnis der einzelnen Ionen erhalten wird. Es dient zur Darstellung von Messergebnissen in der Massenspektrometrie und wird als Histogramm der Signalintensität gegen das Masse-zu-Ladung-Verhältnis aufgetragen.
Das Massenspektrum einer bestimmten Substanz ist allerdings keine Konstante, sondern abhängig von der Art des Messgeräts. In manchen Massenspektrometern werden die Analytmoleküle z. B. stark fragmentiert, während andere darauf ausgelegt sind, möglichst intakte Moleküle zu detektieren. Somit kann ein Massenspektrum viele verschiedene Informationen darlegen, je nachdem welches Gerät und welche Methode genutzt wird. Häufige Fragmentierungen sind bei organischen Molekülen die McLafferty-Umlagerung und die Alpha-Spaltung. Unverzweigte Alkane und Alkylgruppen ergeben im Massenspektrum typische, äquidistante Signale, entsprechend der Kettenlänge des Fragments: 29 (CH3CH2+), 43 (CH3CH2CH2+), 57 (CH3CH2CH2CH2+), 71 (CH3CH2CH2CH2CH2+) etc.

## X-Achse:m/z(Masse-zu-Ladung-Verhältnis)
Anders als der Name vermuten lässt, kann durch einzelne m/z-Werte weder eindeutig auf die Masse noch auf die Ladung eines Ions geschlossen werden. Rückschlüsse sind jedoch aufgrund des gesamten Spektrums möglich, etwa durch Betrachtung des Abstands von Isotopensignalen oder von verschiedenen Ladungszuständen desselben Moleküls. Zum Beispiel haben die Isotopensignale bei einfach geladenen Ionen Abstände von 1 und bei zweifach geladenen Ionen betragen sie nur 0.5. Das IUPAC Gold Book gibt als Beispiel an: "für das Ion C7H72+ ist m/z=45.5".

### Alternative X-Achsen-Schreibweisen
Es gibt einige Alternativen zur standardmäßigen m/z-Notation in der Fachliteratur, welche allerdings z. Zt. von den meisten Journalen nicht akzeptiert werden. m/e findet man z. B. in historischer Literatur. Ein eher mit den Vorgaben des IUPAC green books und der ISO 31 übereinstimmendes Zeichen wäre m/Q bzw. m/q, mit m für die Masse und Q oder q für die Ladung in der Einheit u/e bzw. Da/e. Diese Schreibweise ist in der Physik teilweise gebräuchlich, wird aber kaum für die Bezeichnung der Abszisse in Massenspektren genutzt. Es wurde auch vorgeschlagen, eine neue Einheit Thomson (Th) als Einheit für die Größe m/z einzuführen, welche u/e entsprechen sollte. Dementsprechend würden die X-Achsen der Massenspektren mit m/z (Th) beschriftet werden und negative Ionen hätten auch negative m/z-Werte. Diese Schreibweise gilt aber nach der IUPAC als veraltet und soll nicht mehr verwendet werden.

## Y-Achse: Signalintensität
Die Y-Achse bei Massenspektren zeigt die Signalintensität der gemessenen Ionen. Bei der Nutzung von zählenden Detektoren wird diese oft in counts per second (cps) gemessen.